# Pont Royal
Il pont Royal /põ ʁwaˈjal/ è un ponte di Parigi che attraversa la Senna collegando il I  e il VII arrondissement. È il terzo più antico ponte della città, dopo il pont Neuf e il pont Marie.

## Ubicazione e accesso
Collega il quartiere amministrativo di Saint-Germain-l'Auxerrois, sulla riva destra all'altezza del Pavillon de Flore, con il quartiere amministrativo di Saint-Thomas-d'Aquin, sulla riva sinistra all'altezza della Rue du Bac della quale costituisce il prolungamento sul fiume. I ponti vicini sono: a monte il Pont du Carrousel, a valle la Passerelle Léopold-Sédar-Senghor.

Le stazioni della metropolitana più prossime si trovano: sulla riva destra, oltre il Giardino delle Tuileries, la stazione Tuileries in Rue de Rivoli, sulla riva sinistra la stazione Rue du Bac nella via omonima.

## Storia
L'uso di una barca per attraversare la Senna fu autorizzato dalle lettere patenti del re Enrico II il 9 settembre 1550
Dopo aver assistito, nel corso di una passeggiata, all'incidente di una battello che attraversava la Senna, Luigi XIII ordinò la costruzione di un ponte in questo luogo

### Pont Rouge nel 1632

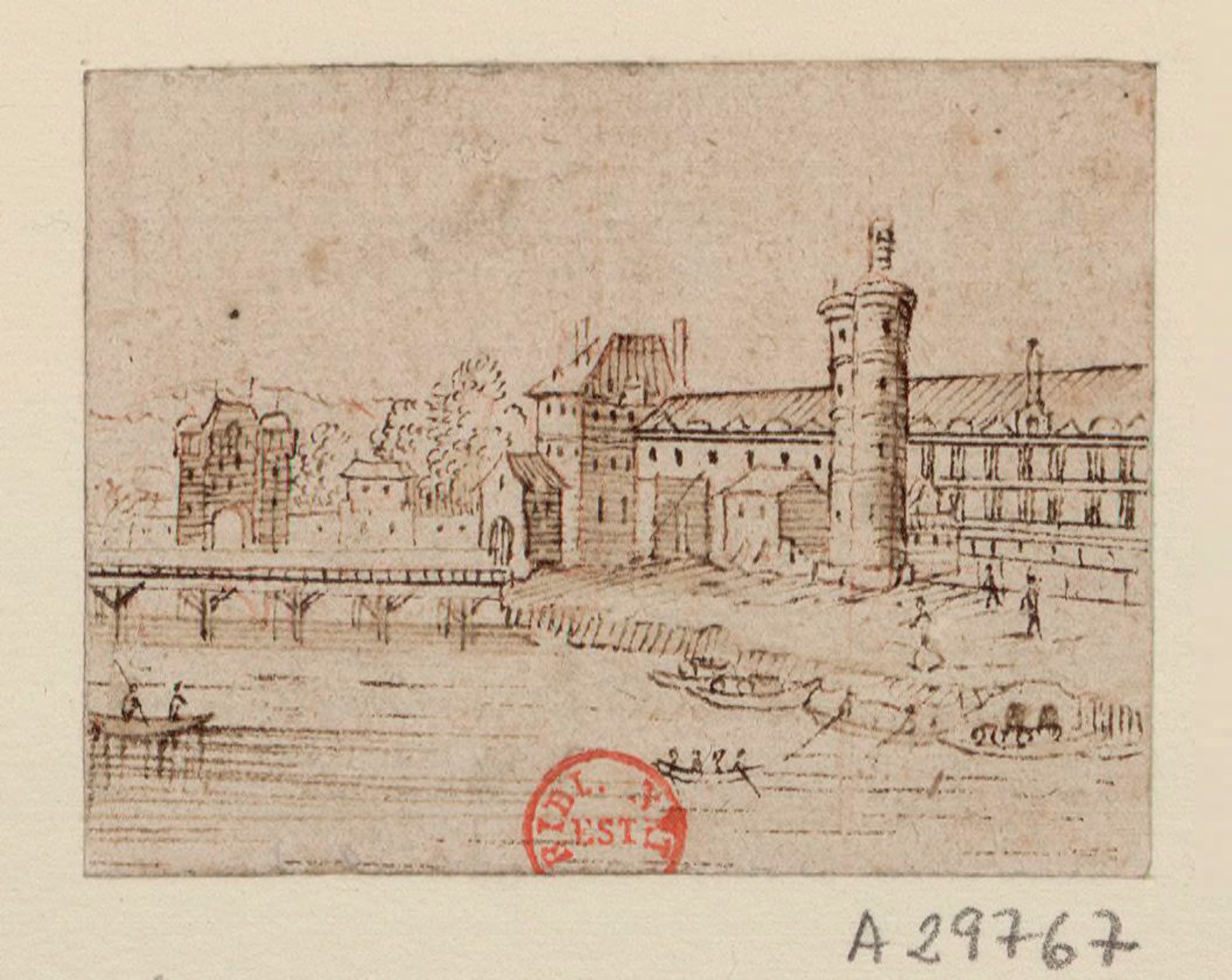
Il Pont Rouge

Nel 1632, l'appaltatore Pierre Pidou realizzò per il finanziere Barbier un ponte di legno a pedaggio in questo luogo, che sarà chiamato pont Sainte-Anne (ponte san'Anna) in riferimento ad Anna d'Austria o pont Rouge (per via del suo colore).
Rimpiazzò l'antico bac des Tuileries a cui la rue du Bac deve il suo nome, che proseguiva la sua traversata dal 1550.
Fragile, questo ponte di quindici archi sarà riparato una prima volta nel 1649, interamente rifatto due anni più tardi, incendiato nel 1654, trascinato dalle acque nel 1656.
Un banchiere fiorentino, Lorenzo Tonti, ottenne da Mazarino il permesso di creare un banco di speculazione di 1.200.000, il cui ricavo doveva pagare la ricostruzione del ponte in pietra. Questo progetto non ha mai visto la luce, ma ha lasciato nella lingua francese la parola tontina
Il ponte fu di nuovo ricostruito nel 1660 in legno, consolidato nel 1673 e infine distrutto a causa della rottura del ghiaccio nella notte tra il 28 e il 29 febbraio 1684. Madame de Sévigné riferì di questa distruzione e scrisse: «...il Pont Rouge in partenza per Saint-Cloud». Il ponte perse otto dei suoi archi. Importante fu il contributo dato dall'architetto Jacques Gabriel IV.

### Pont Royal nel 1689
Venne rimpiazzato tra il 25 ottobre 1685 e il 13 giugno 1689 da un ponte in pietra interamente finanziato dal re Luigi XIV, e ciò gli valse il nome di pont Royal (Ponte Reale).
Il sovrintendente dei lavori edili del re Louvois incaricò Jacques Gabriel, Jules Hardouin-Mansart e François Romain di realizzare quest'opera.
Cronologia:
- 5 gennaio 1685 : preventivo dei valori.
- 10 marzo 1685 : aggiudicazione dei lavori a Jacques IV Gabriel, architetto del re, sovrintendente dei lavori edili di Sua Maestà, per una cifra di 675 000 livre. I lavoratori del sovrintendente sono Pierre Delisle[3], architetto del re, il fratellastro di Gabriel e Pierre Cliquin, carpentiere dei lavori edili del re.
- 1º aprile 1685 : Data del primo pagamento di fronte François Romain, ispettore generale del pont des Tuileries. Aveva terminato i lavori del ponte di Maastricht alla fine del 1684.
- 26 ottobre 1685 : posa della prima pietra.
- 18 giugno 1686 : morte di Jacques IV Gabriel. I lavori sono continuati dalla sua vedova, Marie Delisle, e da suo fratello, Pierre Delisle. Marie Delisle non riuscirà a farsi rimborsare i lavori del ponte.
- Fine 1687 : I lavori di costruzione sono quasi terminati perché si scolpiscono gli eserciti di Francia sull'arca centrale del ponte.
- 13 e 14 giugno 1689 : guida dei lavori affidata a Libéral Bruant, architetto del re, assistito da Louis Goujon, esperto giudice, borghese di Parigi.
- 20 settembre 1689: Il consiglio di Stato rettifica la guida dei lavori; fine dei lavori.

Nel XVIII secolo, fu un luogo di predilezione per le tutte le feste e le ricorrenze parigine.
L'11 luglio 1791, la processione che trasportava le ceneri di Voltaire passò dal ponte.
Dopo la Rivoluzione francese, tra il 1792 e il 1804, il ponte venne rinominato pont National, in seguito pont des Tuileries fino al 1814.
Fu lì che Napoleone Bonaparte fece dispose i cannoni per difendere il palazzo delle Tuileries, dove era situata la Convenzione nazionale e il Comitato di salute pubblica diretto da Maximilien de Robespierre.
Nel 1852, lo spessore della chiave della trave centrale fu diminuito per limitare la rigidità dell'accesso.
Nel 1939, fu classificato monumento storico con lo stesso titolo del pont Neuf e del pont Marie.
Nel 2005, fu illuminato in occasione della candidatura di Parigi per accogliere i giochi olimpici nel 2012.

## Immagini storiche del Pont Royal

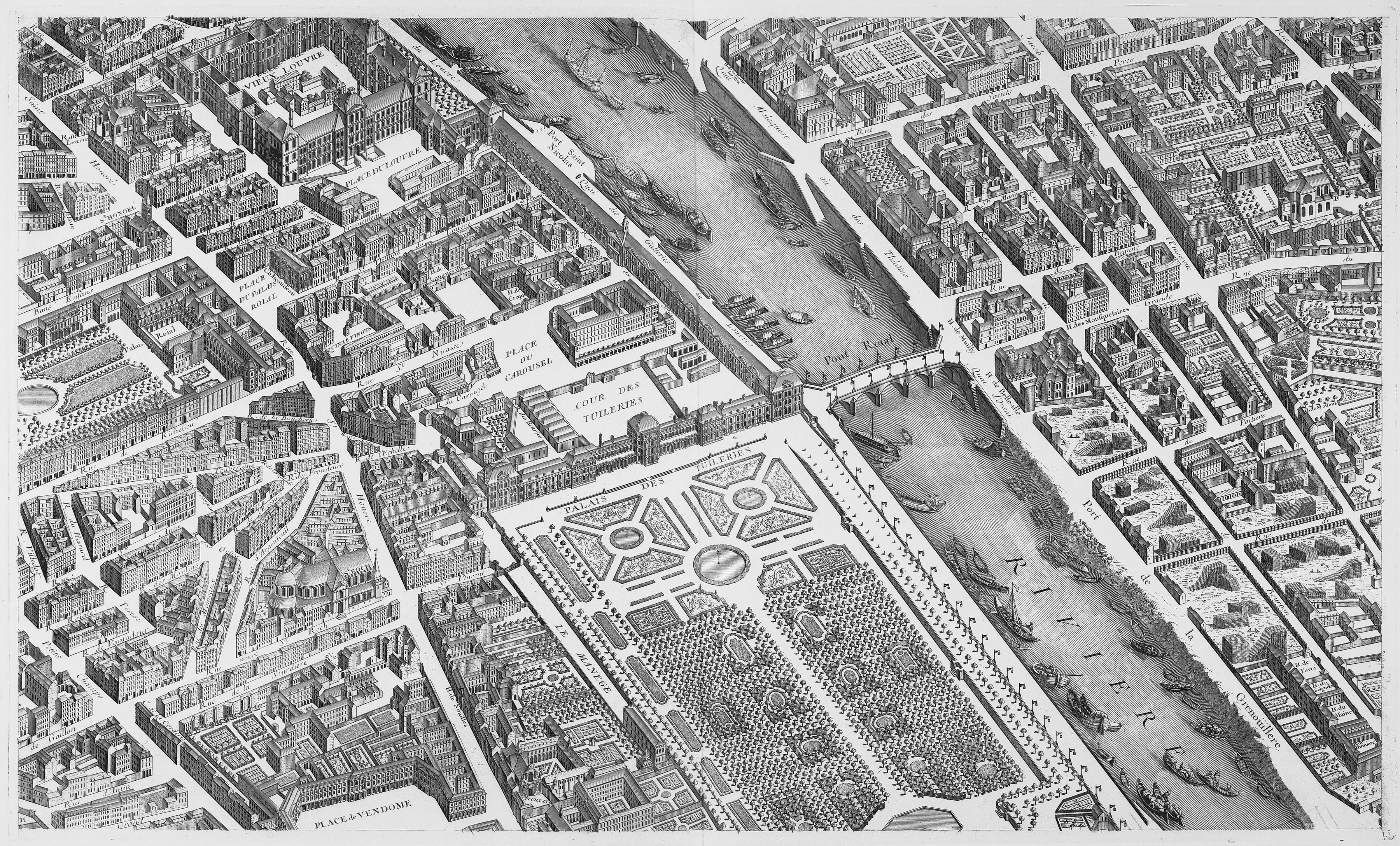
Nel 1739
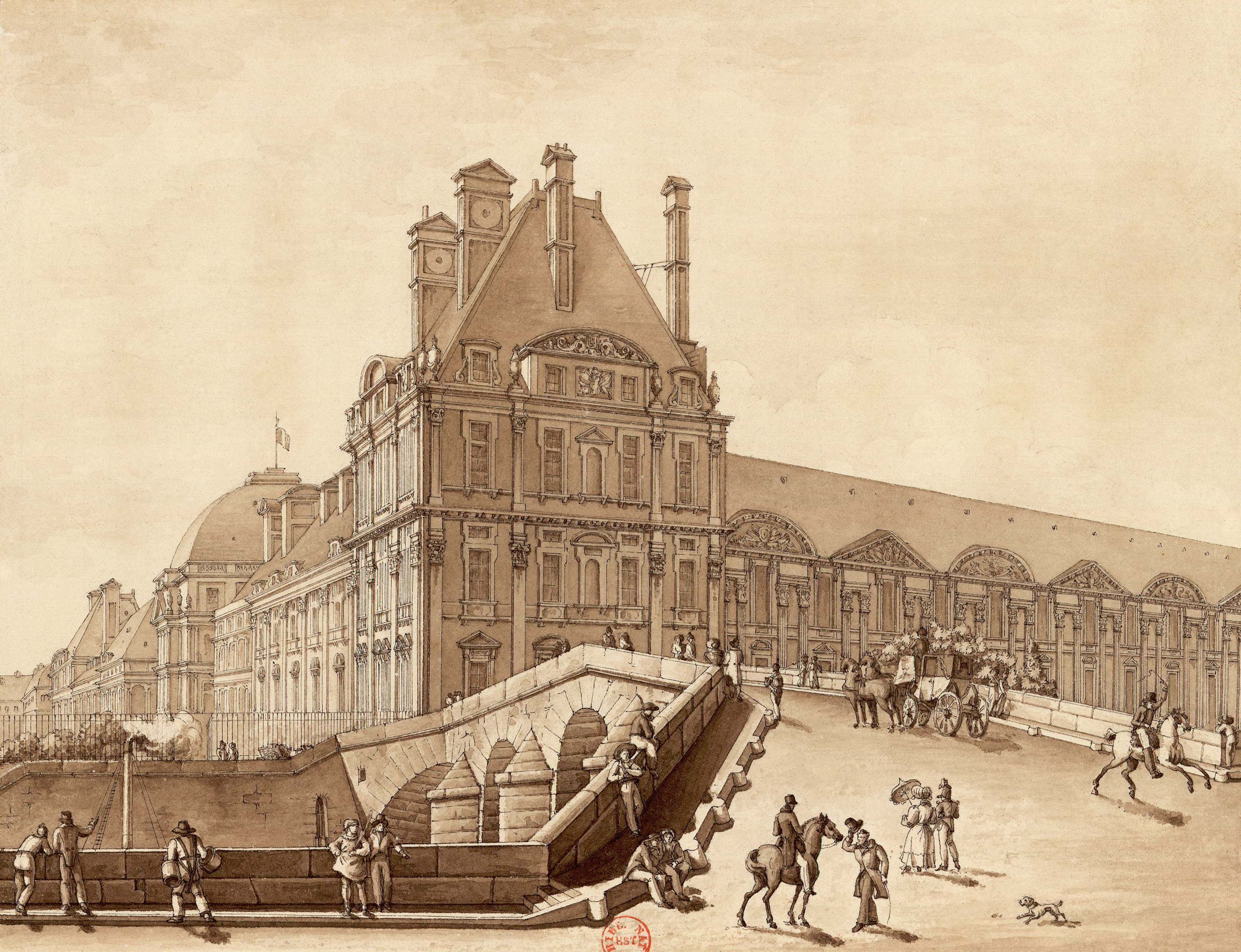
Nel 1814
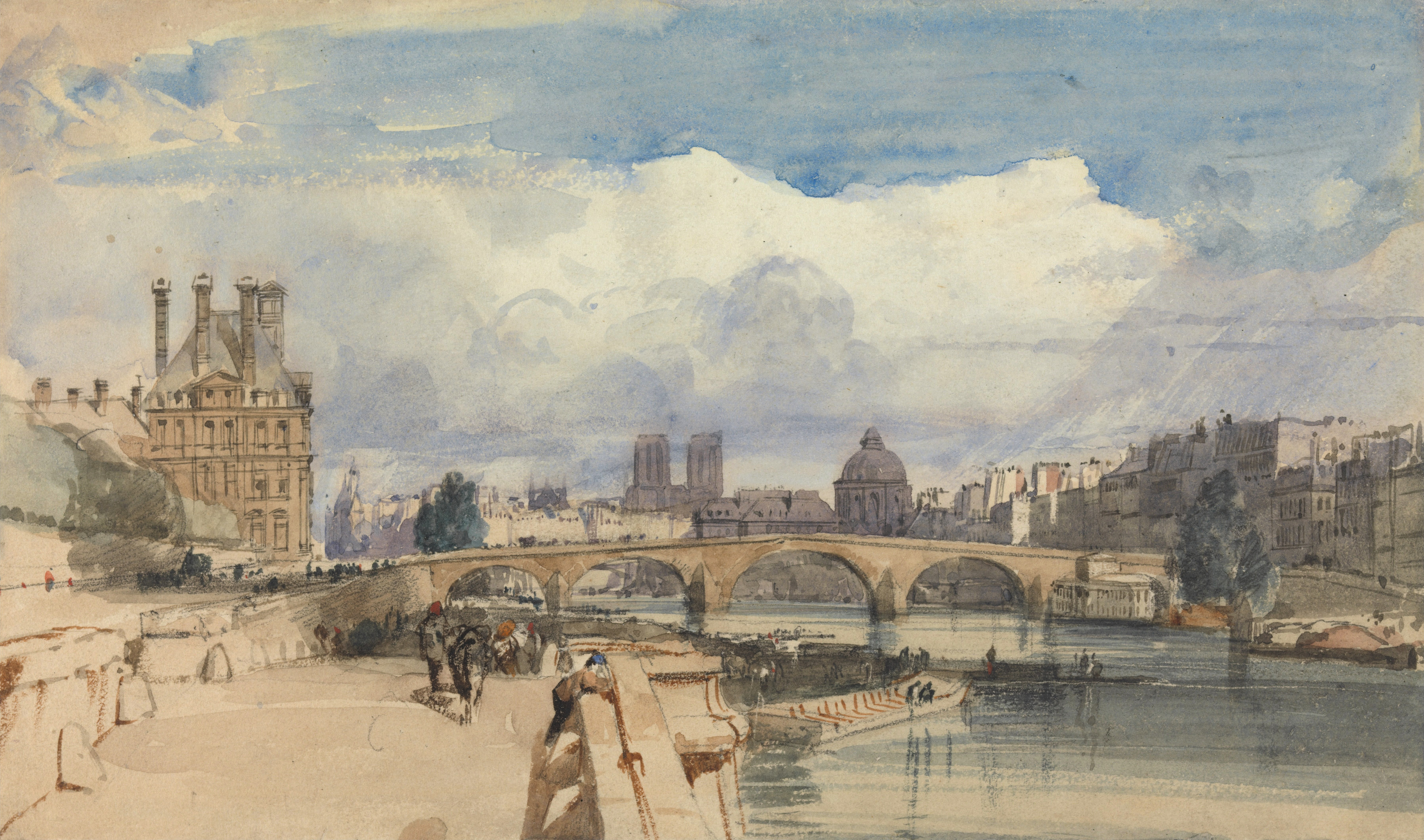
Thomas Shotter Boys - Il ponte reale, Parigi - verso il 1828
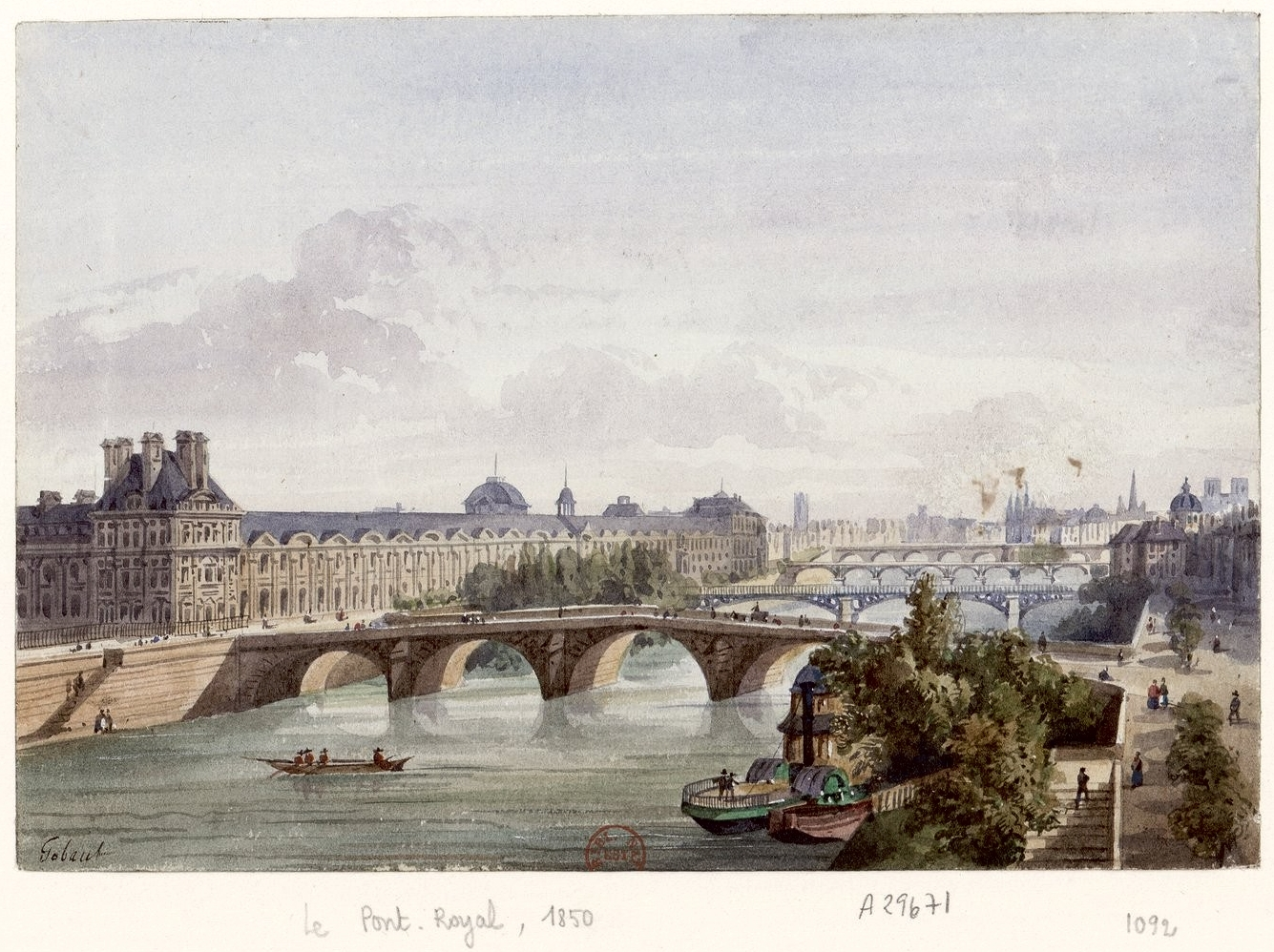
Nel 1850